# Chen Quanguo
Chen Quanguo  (chino: 陈全国; pinyin: Chén Quánguó; Xian de Pingyu, noviembre de 1955) es un político chino, que se desempeñó como Secretario del Partido Comunista de la Región Autónoma del Tíbet entre 2001 y 2016, y de la Región Autónoma Uigur de Sinkiang entre 2016 y 2021. Fue miembro del XIX Politburó del Partido Comunista de China. 

## Biografía
Originario de la provincia de Henan, Chen estuvo entre el primer grupo de estudiantes en graduarse de la universidad después de la reanudación de los exámenes de Gaokao en 1978.
Chen ascendió en la burocracia del partido en su provincia natal, desde un funcionario local menor hasta el subjefe provincial del partido. En 2009, se convirtió en gobernador de Hebei. Luego, en 2011, se convirtió en el secretario del partido (el máximo funcionario) de la Región Autónoma del Tíbet, desarrollando la región económicamente e instituyendo una mayor vigilancia policial.
En 2016, Chen fue ascendido a secretario del partido de Xinjiang. Desde entonces ha atraído a la prensa por supervisar los "campos de reeducación" en la región.